# Gruczoł holokrynowy
Gruczoł holokrynowy – gruczoł, w którym całe komórki przekształcają się w wydzielinę i odłączają się od nabłonka gruczołowego. Doprowadza to do powstawania ubytków w odcinkach wydzielniczych, które muszą być uzupełniane poprzez podziały pozostałych komórek. W związku z tym gruczoły holokrynowe muszą być wielowarstwowe. Dla porównania gruczoły merokrynowe i apokrynowe są jednowarstwowe. Przykładem gruczołu holokrynowego jest gruczoł łojowy, którego komórki przekształcają się w łój skórny.